# کولکییمه
کولکییمه (به لهستانی:  Kolkiejmy) یک روستا در لهستان است که در گمینا سروکووو واقع شده‌است.
 کولکییمه  ۸۰ نفر جمعیت دارد.